# Aeroportul Internațional Gao
Aeroportul Internațional Gao (IATA: GAQ, ICAO: GAGO) este un aeroport din Regiunea Gao, Mali ce deservește zona Gao. A fost deschis în 2000.
Situat la o altitudine de 265 m, aeroportul dispune de 1 pistă. Este operat de Aéroports du Mali⁠(d).

## Infrastructură

### Piste
Aeroportul dispune de o singură pistă. Pista are orientarea 07/25. 